# Human Waste
Human Waste - minialbum amerykańskiej grupy muzycznej Suffocation. Wydawnictwo ukazało się 1 maja 1991 roku w USA nakładem wytwórni muzycznej Relapse Records. W Stanach Zjednoczonych materiał został wydany przez Nuclear Blast. Nagrania zostały zarejestrowane w Recardamatt Studios we współpracy z inżynierem dźwięku Paulem Baginem.

## Lista utworów
Opracowano na podstawie materiału źródłowego.
1. "Infecting the Crypts" - 04:37
2. "Synthetically Revived" - 03:38
3. "Mass Obliteration" - 04:28
4. "Catatonia" - 03:55
5. "Jesus Wept" - 03:38
6. "Human Waste" - 02:58